# Balatonboglár
Balatonboglár (németül: Sankt Egidi) város Somogy vármegyében, a Fonyódi járásban. A Balaton déli partján, Balatonlelle és Fonyód között található. Mintegy 6000 lakossal, egy kis kikötővel és vasútállomással is rendelkezik. A strandröplabdapályákkal rendelkező réti strand és minigolfpálya mellett vízibicikli-kölcsönzésre is lehetőség van a nyaralók és vendégek számára. Itt van a Balatonboglári borvidék hivatalos központja, és gyakran "a szőlő és bor városának" is nevezik. A Xantus János-kilátó, a város szimbóluma, domb tetején található, éjszaka jól megvilágított. Nevét Xantus János somogyi származású etnológusról, zoológusról kapta.
A második világháború alatt egy lengyel egyetem és egy líceum működött a településen - egyedülálló Európában. Abban az időben számos francia hadifogoly érkezett ide, akik a német táborok elől menekültek el. 2000 óta létezik közösségi partnerség a baden-württembergi Bönnigheimmel.
1979 és 1991 között Balatonlellével együtt egy közös települést alkotott Boglárlelle néven.

## Fekvése
Balatonboglár a Balaton déli partján fekszik, Balatonlelle és Fonyód városokkal szomszédos; a legközelebbi települések között említhető még Ordacsehi is. Központján kelet-nyugati irányban a 7-es főút halad végig, amit ezen a szakaszon, a lakott területeken kívül, azoktól néhány kilométerre délre folyamatosan kísér az M7-es autópálya is. Lengyeltótival (és azon keresztül Somogy vármegye délebbi településeivel) a 6711-es út köti össze, ez vezet végig a városhoz tartozó Szőlőskislakon is. A hazai vasútvonalak közül a településen a Budapest–Murakeresztúr-vasútvonal halad át, amelynek egy állomása van itt, Balatonboglár vasútállomás.

## Városrészek
A város  a vasúttól északra elterülő üdülő övezetre, a keleti részen fekvő Császtára, a Vár- és Kápolna dombokra, a kaposvári út körül elhelyezkedő lakó- és ipari területekre, a nyugati részen található lakó- és üdülőövezetre (Jankovich-telep) , valamint Szőlőskislak társközségre tagolható.

## Története
A Balaton környéke mintegy 6000 éve népes. Balatonboglárt 1211-ben említik először egy dokumentumban.  A hely a 19. század vége óta a Balaton egyik legnagyobb üdülőközpontjává nőtte ki magát, így 1904-ben megalapították az első fürdőklubot Balatonbogláron. 1912-ben a várost gyógyfürdőnek nyilvánították. Körülbelül ekkor épült meg az új kikötő, amely ma a Balaton egyik legnagyobb vitorlás kikötője.
1940 és 1944 között itt épült fel és működött a Lengyel Gimnázium és Líceum, amely a lengyel menekültek gyermekeinek képzését szolgálta. Az iskola vezetője Varga Béla katolikus pap, a Nemzetgyűlés későbbi elnöke volt. Az iskola a magyarországi lengyelek fontos emléke, illetve emlékhelye.
1979. január 1-jével Balatonlellével összevonták, Boglárlelle néven, mely 1986. január 9-én városi rangot kapott. A rendszerváltás után helyi népszavazás alapján került sor a két település újbóli önállósodására, 1991-től.
Az 1932-ben épült katolikus templom képezi a város központját. A legrégebbi megőrzött építészeti emlék az 1835-ben épült klasszicista kastély, ma az állami pincészet központját képezi.
1987 óta a hely a bor és a szőlő nemzetközi városa. BB - Balatonboglári Borgazdasagi Rt. A dél-balatoni régió legnagyobb bortermelő vállalata.

## Közélete

### Polgármesterei
- 1991–1994: Dr. Kovács Miklós (pártállása nem ismert)
- 1994–1995: Dr. Kovács Miklós (független)[5]
- 1996–1998:
- 1998–2002: Sós Zoltán (független)[6]
- 2002–2006: Dr. Kovács Miklós (független)[7]
- 2006–2010: Dr. Kovács Miklós (független)[8]
- 2010–2014: Mészáros Miklós (Fidesz-KDNP)[9]
- 2014–2019: Mészáros Miklós (Fidesz-KDNP)[10]
- 2019–2024: Mészáros Miklós (Fidesz-KDNP)[11]
- 2024– : Mészáros Miklós (Fidesz-KDNP)[1]

A rendszerváltást követő első önkormányzati választás idején, 1990-ben Balatonboglár nem volt önálló település, Balatonlellével összevontan működött, Boglárlelle néven, városi rangban. Boglárlelle polgármesterének 1990 őszén dr. Kovács Miklóst választották, ő a szétválás után Balatonboglár polgármestere maradt, Balatonlellén pedig ezt követően időközi polgármester-választást kellett tartani.
A településen 1996. március 31-én időközi polgármester-választás zajlott.

## Népesség
A település népességének változása:
| Lakosok száma | 5901 | 5866 | 5798 | 5471 | 5208 | 5351 | 5390 |
|               | 2013 | 2014 | 2015 | 2021 | 2022 | 2023 | 2024 |

A 2011-es népszámlálás során a lakosok 83,5%-a magyarnak, 2,5% németnek, 0,2% lengyelnek mondta magát (16% nem nyilatkozott; a kettős identitások miatt a végösszeg nagyobb lehet 100%-nál). A vallási megoszlás a következő volt: római katolikus 54,7%, református 5,2%, evangélikus 2,6%, görögkatolikus 0,4%, felekezet nélküli 8,8% (27% nem nyilatkozott).
2022-ben a lakosság 88%-a vallotta magát magyarnak, 2,3% németnek, 0,7% horvátnak, 0,6% cigánynak, 0,1-0,1% görögnek, bolgárnak, ukránnak, ruszinnak, szlováknak, lengyelnek, románnak és szerbnek, 2,8% egyéb, nem hazai nemzetiségűnek (11,5% nem nyilatkozott; a kettős identitások miatt a végösszeg nagyobb lehet 100%-nál). Vallásuk szerint 41,5% volt római katolikus, 4,4% református, 2,1% evangélikus, 0,4% görög katolikus, 0,1% ortodox, 1,2% egyéb keresztény, 0,7% egyéb katolikus, 10,2% felekezeten kívüli (39,2% nem válaszolt).

## Turisztikai értékei
Az átutazó legelőször a Gömbkilátót pillantja meg Várdombon. A domb egész évben nyugalmas és közkedvelt kirándulóhely. A kilátó esti kivilágítása a távolabbi veszprémi partokról is látható. A Várdombon a nyolcvanas években számtalan nyári rendezvény vonzott nagyobb tömegeket, rendelkezett szabadtéri színpaddal, impozáns pergolával. A domb tövében található a Hétház utca, amely a város legelső villanegyede volt. A város főutcáján – a Dózsa György út mentén – a posta klasszicista épületét láthatja az átutazó. A régi üzletsorok helyén az utóbbi években elegáns üzleti negyed épült. Fonyód felé haladva balra még fellelhetők Balatonboglár régi fényét felidéző polgári villák. Az új bevásárló központtal szemben a többször átépített vasútállomás épülete tűnik fel. A Balatonbogláron tartósan időző üdülő és kiránduló vendég számára a város sokszínű arcát mutatja.
Több évtizede nyaranta tömegeket vonz Balatonboglárra az is, hogy itt van a Balaton-átúszás végpontja.

## Híres balatonbogláriak
- Bagó Bertalan rendező
- Epres Attila színész
- Nádorfi Lajos operatőr, fotóművész
- Nyírő Beáta színésznő
- Somlyó György költő, író, esszéíró, műfordító
- Szabó Éva keramikus, porcelántervező művész
- Takács Sándor repülőgép-pilóta
- Urányi János olimpiai bajnok kajakozó
- Vasváry Lajos géplakatos, mozdonyszerelő, országgyűlési képviselő (Szőlőskislakon született)

## Nevezetességei

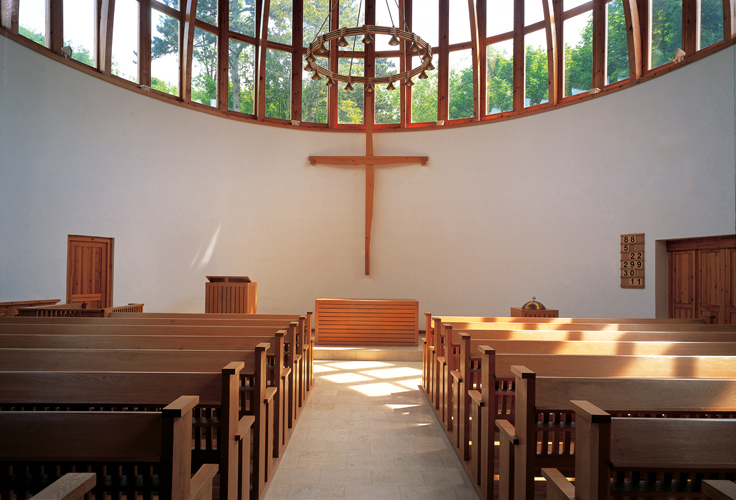
Az evangélikus templom belseje

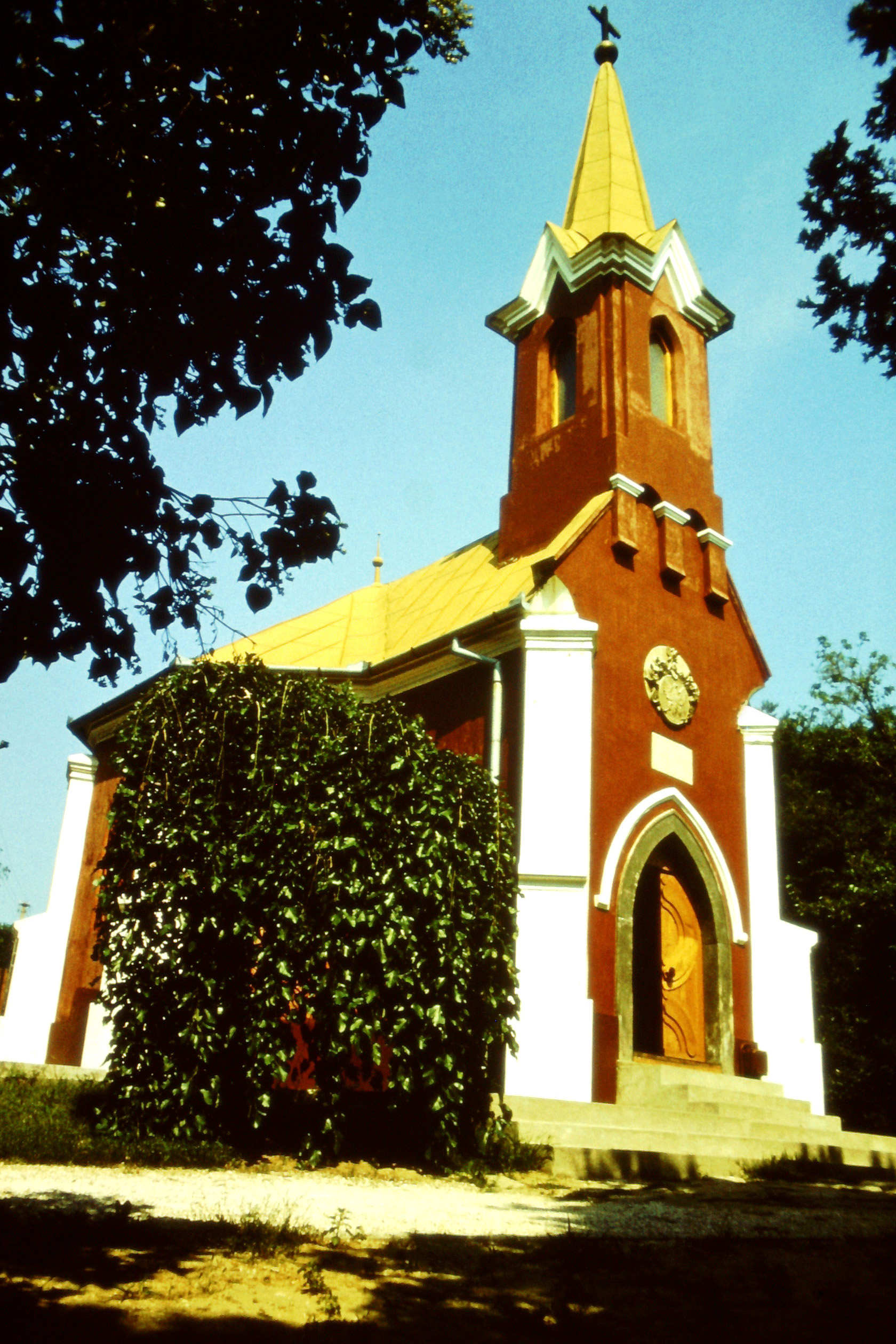
A vörös kápolna

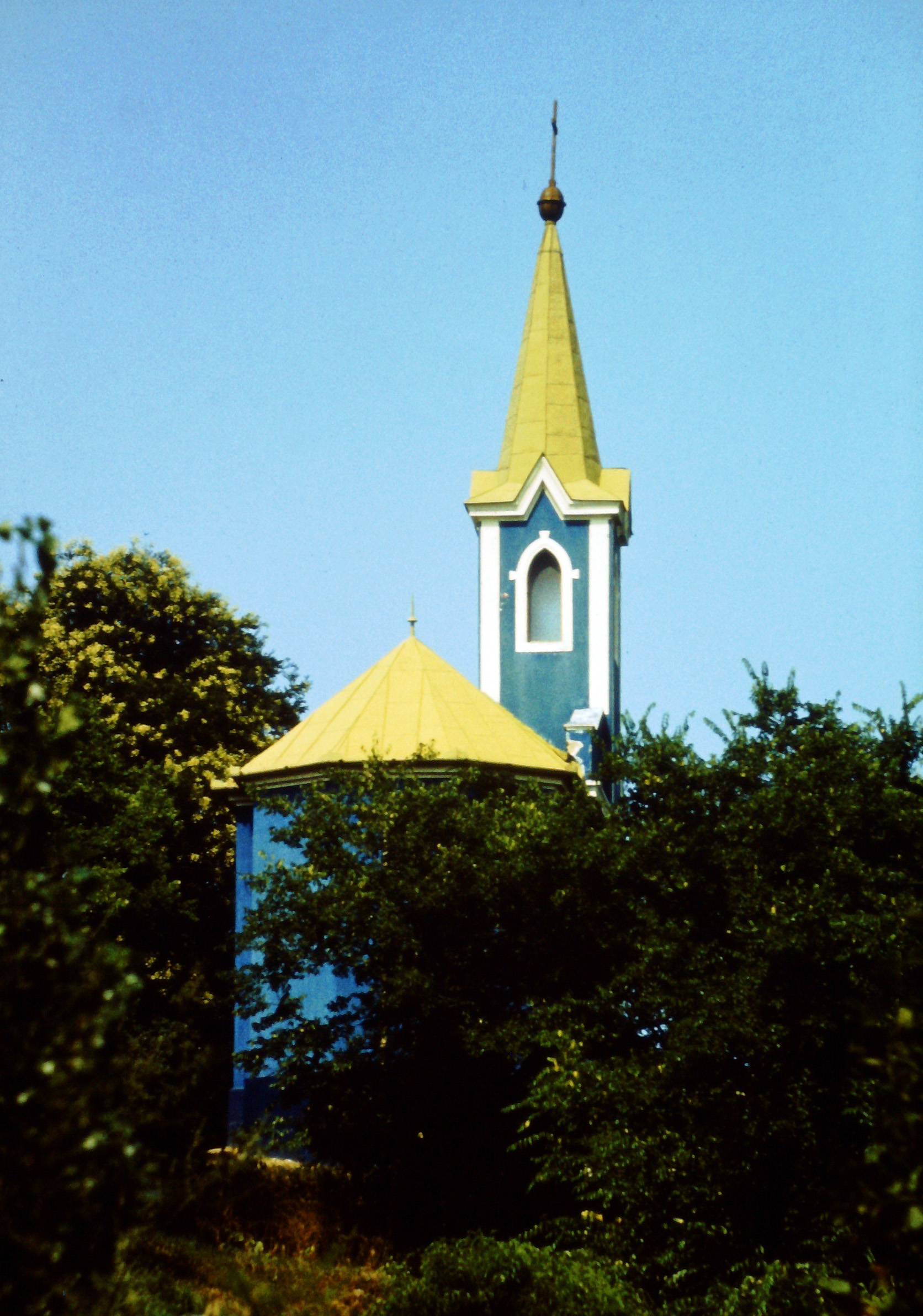
A kék kápolna

- Római katolikus templom, 1931–32. (műemlék) – tervezte: Dr. Kotsis Iván műegyetemi tanár), építtette: Varga Béla akkori plébános, később képviselő, a Nemzetgyűlés egykori elnöke, a lengyel iskola alapítója). 2023-ban itt épült fel Magyarország első, 7,5 méter hosszú lábzongorája.[16]
- Művelődési ház, a háború alatt lengyel iskolának helyt adó épület
- Evangélikus templom (tervezte: Nagy Tamás)
- „Vörös” kápolna (műemlék)
- „Kék” kápolna (műemlék)
- Gömbkilátó
- Teleki Pál miniszterelnök bronzszobra (állítva: 2005-ben)
- Varga Béla „Nemzeti Sírhelye” (helyreállítva: 2005-ben)
- Hajókikötő (az első balatoni kompjárat kikötője)
- Bárány-kúria
- Ágoston-Madách-kastély

## Képek

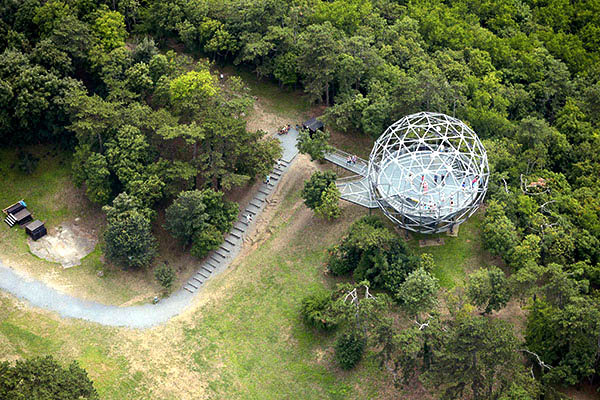
A Gömbkilátó a Várdombon
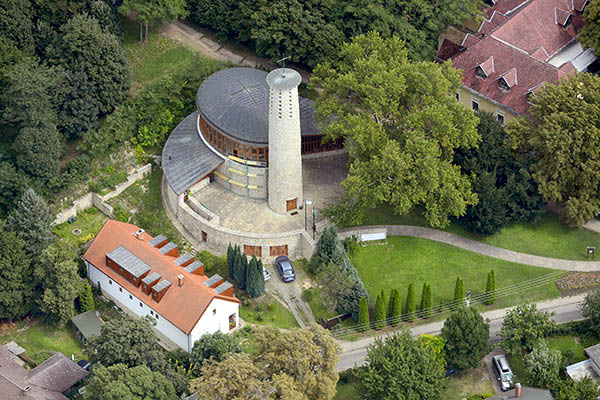
Evangélikus templom
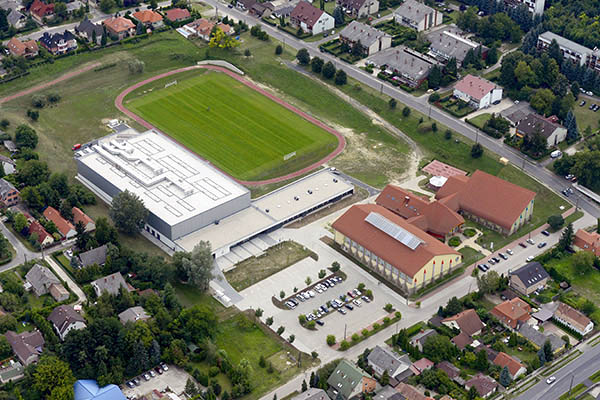
Urányi János Sport és Szabadidő Központ
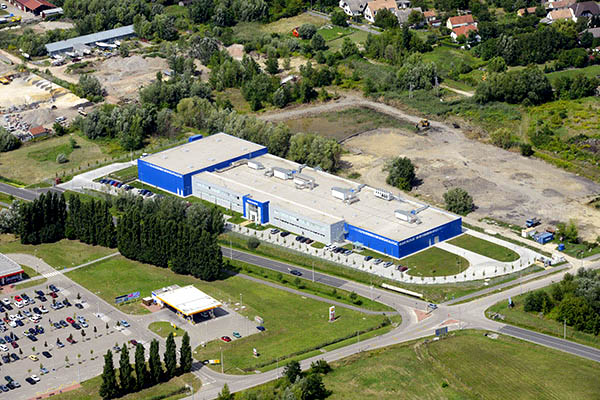
Datalogic

## Borházak és pincészetek
- Balatonboglári Borgazdasági Zrt.
- Balaton-környéki borosgazdák
- Balatoni Szőlőskert Szövetkezet Pince
- Balla Pince (Balatonkeresztúr)
- Bormanufaktura Szőlő és Borgazdaság
- Bujdosó Szőlőbirtok és Pincészet
- Buzássy Pince (Balatonlelle)
- Chapel Hill
- Conrads Bioborászat
- Dél-Balatoni Borút Egyesület
- Dorner Pince
- Hujber Pince Balatonboglár
- Ignáczy Borpince
- Illés Gyula és Fiai Családi Pincészet
- Katona Borház
- Kékfrankos pince
- Kishegyi Pince (Balatonlelle)
- Koltai Pince
- Konyári Pincészet
- Légli Szőlő és Bortermelő Kft.
- Miklós Pince
- Opperheim Pince (Dél-Balaton)
- Országh Pince (Balatonlelle)
- Öregbaglas Rt., Kéthely
- Pócz pincészet (Balatonlelle)
- Rádpusztai Lovascentrum – Balaton Pince
- Szent Anna Borház
- Szent Donát Pince
- Szent Donatus pincészet (Balatonlelle)
- Szent Kristóf Pincészet
- Szentpály Pincészet
- Topos Pince
- Treffpunkt GAR 2000 Kft.- Zamárdi
- Trunkó Pincészet
- Vitalit Kft.
- BB Borház Kft.